# Bunitrolol
Bunitrolol je beta-adrenergijski antagonista.